# Féroce Guinée
Féroce Guinée est un roman d'espionnage de la série SAS, portant le no 185 de la série, écrit par Gérard de Villiers. Publié en 2010 aux éditions Gérard de Villiers, il a été, comme tous les SAS parus au cours des années 2010, édité à 200 000 exemplaires en France lors de la première édition. 
Le roman évoque notamment un rapprochement entre les narcotrafiquants colombiens et les islamistes radicaux d'AQMI pour faire transiter de la drogue de la Colombie vers le Maghreb via la Guinée-Bissau.

## Résumé
Malko est envoyé en Guinée-Bissau pour enquêter sur la disparition d'un agent de la CIA, Fred Lemon, qui surveillait l'amiral (en) Bubo Na Tchuto. Ce dernier est le véritable « homme fort » du petit pays et inspire la terreur. Dans son enquête, Malko est aidé par un agent contractuel local de la CIA, Djallo Samdu.
Au fil de son enquête, Malko découvre une connexion inattendue de Bubo Na Tchuto avec les narcotrafiquants colombiens et avec AQMI, dont le leader devrait prochainement venir en Guinée-bissau pour sceller un accord tripartite. Le but est de faire transiter de la cocaïne et de l'héroïne depuis l'Amérique du Sud vers le Maghreb, en passant par la Guinée-Bissau, verrou africain non surveillé par les États-Unis et par les pays occidentaux.
Malko va faire son possible pour découvrir le jour et le lieu de l'arrivée de la drogue, et pour mettre la main sur Mohtar el-Mohtar, le chef suprême et insaisissable d'AQMI...

## Autour du roman
Le numéro 3758 de la Revue des deux Mondes, paru en juillet-août 2014, a pour principal sujet d'étude et de réflexions la série SAS ; elle porte le titre : « G. de Villiers : enquête sur un phénomène français ». Un entretien entre la revue et l'ancien ministre Hubert Védrine, intitulé Lire SAS et chercher à « comprendre sans juger », indique en page 60 de la revue, selon Védrine : 
« Dans Féroce Guinée, Gérard de Villiers montre comment les trafiquants de drogue d'Amérique du Sud qui n'arrivent plus à accéder au marché américain via Miami, parce que l'agence anti-drogue américaine (la DEA) a fini par mieux contrôler la mer des Caraïbes, ont dû trouver un autre chemin. Celui-ci consiste en une flotte de petits avions qui atterrissent dans les archipels de Guinée-Bissau, que personne ne contrôle. Les trafiquants réussissent ensuite à traverser la Guinée, le Mali, le Sahara et l'Algérie ou la Libye pour approvisionner le marché européen. Féroce Guinée est le premier document dans lequel j'ai lu la description de cette nouvelle filière d'acheminement de la drogue. »